# Marta Biedziak
Marta Biedziak est une joueuse polonaise de volley-ball, née le 17 avril 1993 à Czarnków. Elle mesure 1,73 m et joue au poste de passeuse.

## Clubs
| Club                             | De        | À         |
| -------------------------------- | --------- | --------- |
| Chrobry Poznań                   |           | 2007-2008 |
| UKS ZSMS Poznań                  | 2008-2009 | 2009-2010 |
| Pałac Bydgoszcz                  | 2010-2011 | 2014-2015 |
| ASPTT Mulhouse                   | 2015-2016 | 2015-2016 |
| Stade Français                   | 2016-2017 | 2016-2017 |
| AZS KSZO Ostrowiec Świętokrzyski | 2017-2018 | 2017-2018 |
| Charleroi Volley                 | 2018-2019 | 2018-2019 |
| KS Pałac Bydgoszcz               | 2019-2020 | 2019-2020 |
| FC Argeș Volei                   | 2020-2021 | …         |